# Cofinimmo
Cofinimmo S.A. - бельгійська компанія з нерухомості, що спеціалізується на оренді нерухомості. Компанія володіє портфелем нерухомості в дев'яти європейських країнах (Бельгія, Франція, Нідерланди, Німеччина, Іспанія, Фінляндія, Ірландія, Італія та Велика Британія) вартістю близько 6,2 млрд євро станом на 2023 р. До нього входять об'єкти медичної нерухомості (75% портфеля), офісні приміщення (18%) та об'єкти дистриб'юторських мереж (7%). Вартість портфеля нерухомості у сфері охорони здоров'я становить приблизно 4,6 мільярда євро.
Cofinimmo пропонує послуги орендарям та управляє своїм портфелем через команду з приблизно 155 співробітників у Брюсселі, Парижі, Бреді, Франкфурті та Мадриді.
Акції Cofinimmo котируються на фондовій біржі Euronext Brussels і є частиною індексу BEL20. 
Компанія користується перевагами режиму інвестиційного фонду нерухомості в Бельгії (RREC - Regulated Real Estate Company), у Франції (SIIC - Société d'Investissement Immobilier Cotée) і в Нідерландах (FBI - Fiscale Beleggingsinstelling). Нагляд за діяльністю компанії здійснює бельгійський регулятор - Управління з фінансових послуг та ринків (FSMA).